# Jean Flori
Jean Flori   (Lillebonne, 7 d'abril de 1936 - Carnac, 18 d'abril de 2018) era un escriptor i historiador francès, doctorat en ciències humanes. Ha dedicat gran part de les seves investigacions a estudiar l'evolució de la cavalleria medieval, de les croades i guerres santes. És un deixeble de Georges Duby, expert en cavalleria medieval. És considerat un dels millors historiadors del segle xx de la cavalleria.
Flori era director d'investigació al Centre d'Estudis Avançats de la Civilització Medieval de Poitiers.

## Obres
- Bohémond d'Antioche: chevalier d'aventure: Novel·la sobre les guerres dels Balcans. El protagonista Bohémond, destaca com a cavaller que lluita en les Guerres Santes contra els enemics de la religió catòlica. Amb el desig de tenir un territori propi per al qual lluitar i defensar-lo esdevé príncep d'Antioquia.
- Pierre l'ermite et la première croisade: Destaca la importància de Pere l'ermità en l'origen de la primera Croada. Premi de l'Acadèmia Francesa de 2000.[5]
- Aliénor d'Aquitaine: la reine insoumise: Flori analitza el personatge històric de Leonor d'Aquitània. Reina de França (Casada amb Lluís XVI) i d'Anglaterra (Casada amb Enric II)
- Guerre sainte, jihad, croisade: violence et religion dans le christianisme et l'islam: Descripció i aclariment de l'inici de les Croades, guerres Santes (descripció de segles x i xi).
- Chevaliers et chevalerie au Moyen Âge: Un llibre històric escrit pràcticament com si fos una novel·la cavalleresca.[4]
- Richard Coeur de Lion: le roi-chevalier: Aquesta obra és una crítica a la mentalitat cavalleresca mitjançant el personatge de Ricard Cor de Lleó.
- La croix, la tiare et l'épée: la croisade confisquée: Flori hi explica el concepte de croada, el seu origen i la seva justificació. Assaig que recull una recopilació de les diverses mentalitats i ideologies en una època d'enfrontaments entre Orient i Occident.
- L'Islam et la fin des temps: l'interprétation prophétique des invasions musulmanes dans la chrétienté médiévale: La idea de la fi del món a l'Edat Mitjana era molt present, tant per als cristians, com per als jueus i musulmans. A les profecies es deia que en enfonsar-se l'última potència mundial (identificada amb l'Imperi Romà) començaria la fi de tots els temps. Apareixeria la figura de l'Anticrist identificada en aquell moment amb la cultura islàmica que havia conquerit ràpidament gran part dels antics territoris de L'imperi Romà. Així comencen les croades per combatre i recuperar territoris cristians que havien quedat a mans dels musulmans.[6]